# 박영진 (1981년)
박영진(1981년 3월 27일 ~ )은 대한민국의 희극인이다.

## 생애 및 경력
박영진은 1981년 3월 27일, 경북 김천 모암동에서 태어나 동아방송예술대학교 방송기술과를 졸업했으며, 2007년 KBS 22기 공채 개그맨으로 정식 데뷔하였다. 현재는 무소속이지만, 2018년부터 2024부터 JDB 엔터테인먼트 소속이었다. 박성광과 함께 토론하는 개그로 주목을 받았다. 2016년 1월 23일 서울특별시 영등포구 여의도동 63빌딩 컨벤션센터에서 4살 연하인 김가현과 결혼식을 올렸다.

## 학력
- 김천모암초등학교 (졸업)
- 성의고등학교 (졸업)
- 동아방송예술대학교 방송기술과 (전문학사)

## 출연작

### 예능
- 2007년 《개그사냥》(KBS2)
- 2007년 《웃음충전소》(KBS2) - 한때는 박성광과 함께 타짱2 선잡기 시범맨으로 활동한 적 있었다.
- 2007년 《와이드 연예뉴스》(Mnet)
- 2007년 《개그콘서트》(KBS2)

〈봉숭아 학당〉
〈두분토론〉남하당 대표 역
〈뿌레땅 뿌르국〉대통령 역
〈집중토론〉
〈춘배야〉
〈박 대 박〉
〈박 대 박 II〉 진행자 역
〈공부의 신〉
〈이기적인 특허소〉스티브 박스 역
〈BB채널〉
〈8차원 주식회사〉
〈할리우드 액션〉
〈교무회의〉학생부 선생님 역
〈박부장〉박부장 역
〈체포왕〉서장 역
〈좀도둑들〉
〈현대 레알 사전〉
〈우행쇼〉
〈지구멸망보고서〉
〈견뎌〉박영진 화 참기 클리닉 원장 역
〈귀막힌 경찰서〉강력반장 역
〈왕게임〉 
〈배꼽도둑〉
〈사건의 전말〉형사
〈우리 동네 청문회〉
〈참 좋은 시절〉
〈가장자리〉기러기 형님 역
〈이 부부가 사는 법〉
〈초근접 현미경〉
〈세상아 덤벼라〉
〈고집불통〉
〈민상토론〉진행자 역
〈우주 라이크〉박사 역
〈아재씨〉아재 역
〈왜딩〉결혼식 사회자 역
〈이럴 줄 알고〉
〈테러블 메이커〉경관 역
〈나가거든〉비상대책본부장 역
〈불상사〉부장 역
〈아무말 대잔치〉해설 역
〈미래에서 온 남자〉
〈대화가 필요해 1987〉장동민(김동민)의 아버지 (김영진) 역
〈러브라더〉 유부남 역
〈민상소송〉변호사 역
- 2008년 《가족오락관》(KBS1)
- 2009년 《코미디쇼 희희낙락》(KBS2)
- 2009년 《위기탈출 넘버원》(KBS2)
- 2010년 《청춘불패》(KBS2)
- 2010년 《온게임넷 스페셜 - 방탈출3 리얼캠프》(온게임넷)
- 2010년 《상상대결》(KBS2)
- 2012년 《박영진,박지선의 명랑특급》(SBS 러브FM)
- 2013년 《당신이 한번도 보지못한 개그콘서트》(KBS2) - MC
- 2015년 《세상에 나쁜 개는 없다 시즌 1》(EBS1) - 내레이션
- 2020년 《아는 형님》게스트로 출연
- 2020년 JTBC 《장르만 코미디》
- 2021년 《구해줘! 홈즈》(MBC)
- 2021년 KBS joy 《국민 영수증》
- 2022년 MBN 《아트싱어》

### 방송
- 2016년 MBC FM4U 《FM데이트》 《상사, 병》 - 고정게스트 (평일)
- 2022년 MBC 표준FM 《두시만세》 - 진행

### 드라마
- 2015년 SBS 일일연속극 《돌아온 황금복》 - 리향 포장마차 행패남 역

### 영화
- 2011년 《빨간 모자의 진실 2》 성우 역

### 공연
- 2009년  연극 《시크릿》

### CF
- 2010년 장흥해운 오렌지호
- 2011년 엔도어즈 불멸 온라인
- 2011년 놀부 부대찌개&철판구이
- 2011년 락휴노래연습장
- 2012년 한국킹유전자
- 2012년 한국델몬트 골드파인
- 2013년 SK텔레콤 'LTE 무한능력 눝' 캠페인
- 2014년 초록우산 어린이재단 '어른이날' 캠페인
- 2015년 SK텔레콤 이상한 대통신토론
- 2017년 이엔피게임즈 반지
- 2019년 팔도 더왕뚜껑
- 2021년 4399Korea 삼국지Global

## 유행어

### 《개그콘서트》
- 그걸 아는 사람이 그래? (집중토론)
- 춘배야! (춘배야)
- 이게 빨리 자라야 (춘배야)
- 유민상씨 어떻게 생각하십니까? (민상토론, 민상토론2)
- 개그콘서트 조준희 PD와는 전혀 관련이 없음을 말씀드립니다. 어디까지나 유민상 씨의 개인적인 의견임을 다시 한번 더 강조하는 바입니다. (민상토론)
- 문재인? 문재인? 새정치민주연합 당대표 문재인 말씀하시는것입니까? (민상토론)
- 녹화방송이라 여과없이 방송되는 점 다시 한 번 양해 말씀드립니다. (민상토론)
- 안녕하세요 X파일의 박영진 요원입니다. (봉숭아학당)
- 남자는 하늘이다. 안녕하십니까? 남하당대표 박영진입니다 (두분토론)
- 여자들이 ~~하는 것 자체가 문젭니다. (두분토론)
- 뭐 ~~ (두분토론)
- 소는 누가 키울거야 소는? (두분토론)
- 남자의 ~~ 사랑을 매도하지 마. (두분토론)
- 실력 대단해~ (좀 도둑들)
- 그렇게 불행하십니까~? (우행쇼)
- 이 때 우리나라만~! (우행쇼)
- 누가? 모르는 사람이~! (우행쇼)
- ○○ 하는 것 (현대 레알 사전)
- 견뎌~ (견뎌)
- 나야~! (왕게임)
- 미스터 K, 확인해봐. (사건의 전말)
- 너 지금 나랑 장난해? (사건의 전말)
- 집안 잘 돌아간다 (우리동네 청문회, 참 좋은 시절)
- 어~ 아들 (가장자리)
- 엄마야? (가장자리)
- 얼 빠진 놈 (가장자리)
- 다 안다! (고집불통)
- 서운하지? (고집불통)
- 왜 안 웃어? (아재씨)
- 몰라서 물어? 너희 아재들 무시하지 마! 너희 이렇게 하려고 이런 거 하지? 우리 아재들도 그런 거 있어(이렇게,그런거는 유튜브에서) (아재씨)
- 떼엑!(아재씨)
- 야 ~~가 XX하면 뭐라고 하는지알아? (아재씨)
- 지금은 안 웃기지? 잘들어!~~에 XX하면 빵터진다 (아재씨)
- 으잉~? 난 ~~할 꼰~~대? (불상사)
- 야, 인턴! (불상사)
- 굿 잡! 도장 쾅쾅! (아무말대잔치)
- 그냥 아무 말이나 하는 거에요~ (아무말대잔치)
- 안녕하십니까 결혼 2년차 박영진입니다 (러브라더)
- 그건 니 생각이고 (봉숭아학당)

## 수상
- 2003년 Nate 주최 개그페스티벌 1위
- 2004년 코엑스 주최 개그페스티벌 3위
- 2010년 KBS 연예대상 코미디 부문 남자 우수상
- 2010년 KBS 연예대상 코미디 부분 최우수코너상
- 2012년 SBS 연예대상 라디오 DJ상
- 2015년 KBS 연예대상 코미디 부문 최우수코너상
- 2022년 MBC 방송연예대상 라디오부문 남자 신인상
- 2024년 MBC 방송연예대상 라디오부문 남자 우수상